# 高野眞澄
高野眞澄（高野真澄、たかの ますみ、1931年- ）は、日本の法学者。専門は憲法。香川大学名誉教授。2010年春、瑞宝中綬章受章。

## 人物・来歴
大阪府生まれ。神戸大学大学院法学研究科博士課程単位取得退学。香川大学助教授、教授、定年退官で名誉教授。福山平成大学教授、高松大学教授を務め、1999年香川人権研究所理事長。。2010年春、瑞宝中綬章受勲。憲法と部落問題について研究した。

## 著書
- 『憲法と部落問題 人権確立のために』広島部落解放研究所, 1974.10
- 『日本国憲法と部落問題』解放出版社, 1984.10
- 『現代日本の憲法問題』有信堂高文社, 1988.3
- 『新たな人権擁護制度を求めて』解放出版社, 1996.2
- 『現代の法と人権』有信堂高文社, 2000.3
- 『現代の人権法と人権行政』有信堂高文社, 2002.2

記念論文集
- 『これからの人権保障 高野眞澄先生退職記念』松本健男,横田耕一, 江橋崇,友永健三編. 有信堂高文社, 2007.7

## 論文
- ＜高野真澄